# Богородский (Башкортостан)
Богородский (баш. Богородский) — деревня в Ермекеевском районе Республики Башкортостан Российской Федерации. Входит в состав Суккуловского сельсовета.

## География

### Географическое положение
Расстояние до:
- районного центра (Ермекеево): 22 км,
- центра сельсовета (Суккулово): 4 км,
- ближайшей ж/д станции (Приютово): 53 км.

## Население
| 2002 | 2009 | 2010 |
| ---- | ---- | ---- |
| 93   | ↘91  | ↘78  |

Национальный состав
Согласно переписи 2002 года, преобладающая национальность — чуваши (95 %).